# 巴拿馬 (紐約州)
巴拿馬（英語：Panama）是位於美國紐約州學托擴縣的村。

## 人口
根據2020年美國人口普查的數據，巴拿馬的面積為5.74平方千米，當中陸地面積為5.72平方千米，而水域面積為0.02平方千米。當地共有人口475人，而人口密度為每平方千米83人。